# Joseph Dente
Joseph Gottlieb Dente, född 23 januari 1838 i Jakob och Johannes församling, Stockholms stad, död 24 maj 1905 i Hedvig Eleonora församling, Stockholms stad, var en svensk violinist, tonsättare och dirigent.

## Biografi
Dente studerade för Edouard d'Aubert och Franz Berwald i Stockholm och senare för Hubert Léonard i Bryssel. Han blev violinist i Hovkapellet 1853 och konsertmästare från 1862. Åren 1864-1885 var han även dirigent för hovkapellet.
Tillsammans med Conrad Nordqvist var han ledare av Musikföreningen i Stockholm 1885–1891. Han var lärare i komposition och instrumentation vid Stockholms musikkonservatorium 1882–1903 och invaldes den 28 januari 1870 som ledamot nr 433 av Kungliga Musikaliska Akademien. Han tilldelades Litteris et Artibus 1878.
Dentes tonsättningar utgörs av en symfoni i d-moll, en violinkonsert, kammarmusik och sånger samt operetten I Marocko (1866).